# Französische Badmintonmeisterschaft 2002
Die Französische Badmintonmeisterschaft 2002 fand in Clermont-Ferrand statt. Es war die 53. Austragung der nationalen Titelkämpfe im Badminton in Frankreich.

## Titelträger
| Disziplin    | Sieger                               |
| ------------ | ------------------------------------ |
| Herreneinzel | Nabil Lasmari                        |
| Dameneinzel  | Tatiana Vattier                      |
| Herrendoppel | Vincent Laigle Svetoslav Stoyanov    |
| Damendoppel  | Amélie Decelle Elodie Eymard         |
| Mixed        | Svetoslav Stoyanov Victoria Hristova |